# 進藤正次 (弘前藩)
進藤 正次（しんどう まさつぐ）は、江戸時代前期の弘前藩家老。通称は庄兵衛。剛直を持って知られ弘前藩の全盛期を支えた。

## 経歴
進藤正吉の子として誕生。父・正吉は最上氏に仕えたが、元和8年（1622年）に最上義俊が改易されると浪人となる。養祖父・佐竹正勝（正吉は婿養子）ら7人は津軽氏を頼って陸奥国東津軽郡羽白村（現：青森県青森市羽白）に移住し、寛永5年（1628年）弘前藩2藩主・津軽信枚に仕えた。その後、進藤と改姓している。
正次は寛永17年（1640年）、祖父・正勝の後を継ぎ、100石を加増され200石となった。寛文12年（1672年）には家老に昇進。職務に厳正で同僚や部下の怠慢には厳しい態度で臨んだため、進藤庄兵衛に引っかけて「しんどう（しんどい）、しょっぺー(つらい)」と渾名が付くほど畏れられた。その一方、身分の低い者や弱者には情義厚く接したため多くの領民から慕われた。領民の中には正次の書いた手紙を家宝として取っておく者までいたと云われる。
4代藩主・津軽信政の頃には北村宗好、渡辺政敏と共に藩の三家老として「仏の弥右衛門（北村宗好）、鬼の庄兵衛（進藤正次）、どっちつかずの治大夫（渡辺政敏）」と称された。また、2代青森城代（青森御仮屋と称した）として、青森の発展に力を尽くした。

## じょっぱり家老
剛直な性格で主君に対しても臆せず諌言し、時には厳しく叱責したことで典型的な"じょっぱり"(青森の方言で"強情""頑固者"の意味)の士として知られている。
三代藩主信義が江戸屋敷で他の大名を招いて酒宴を開いたとき、信義が酔い乱れて絡みだしたため、客が宴席から次々と退席しはじめた。怒った信義が退席した客の後を追って屋敷の外へ出ようとしたとき、正次は屋敷の正門を閉めさせると門の前に座り込み主君を通さなかった。門外で騒動になれば幕府から責任を問われるのを危惧したための行動であったが、酒乱の悪癖があった信義は、抜き身の刀を振りかざして門を開けるよう迫った。正次は血を流しながらも頑として開門を拒否し、諦めた信義が屋敷内に引き上げると、そのまま朝まで門番を続けた。翌朝、酔いが醒めて正気を取り戻した信義は正次の忠諫に感謝し、帰国後加増してその功に報いた。
四代目藩主信政に謁見したとき、信政が自ら算盤を弾いて計算をしているのを見咎めると近習たちに「算盤は下賤の用いるもの。御前に出すべきものではない。早くしまわせよ」と命じた。それでも近習たちが躊躇しているのを見るや、正次は信政の手から算盤を取り上げ庭に投げ捨てたのち「人君たるもの、下賤を手ずからなされず、臣下を良く使ってこそ名君である」と叱責した。
信政は、弘前郊外に"千歳山仮屋形"を作り、そこに名勝地である八橋を真似た庭園を造成し、その出来栄えを周囲に自慢していた。正次は多大な費用と領民の労役をもって作られたこの屋形を気に入らず、「領民を労役し、主君の物好きのために出費させるは人君にあるまじきこと」と批判した。信政の供をして屋形を訪れたさいには終始憮然とした態度を崩さず、信政から庭園の感想を訊かれたところ「自分は若い頃に本物の八橋を見た覚えがありますが、このようにこぢんまりとしたものではなく、天然の絶景でこことは比べものになりません」とこき下ろした。

## 盲堀
正次が開発した用水路は「進藤堰」と呼ばれている。また、青森御仮屋の堀の工事に際しては、盲人を起用した。盲人を無用の人間と見る周囲に対し、正次は「それは盲人になにもさせないからである。盲人ともいえども立派な人間であり、目が見えないだけで手も足もある。教える立場の人間が上手に指導すればなんら他の人々に負けることはない。」と主張し、一般と同等の賃金を支払い、正次の指揮により工事をさせたところ、立派な堀が完成した。その結果、正次や盲人達の功績をたたえ、「盲堀」と呼ばれるようになった。